# CAMPFIRE (川村かおりのアルバム)
『CAMPFIRE』（キャンプファイア）は、1989年10月21日にSEE・SAWから発売された川村かおりの2枚目のアルバム。

## 内容
- 高橋研が大半の作詞、全曲の作曲・編曲、およびプロデュースを担当したオリジナル・アルバム。
- 「神様が降りてくる夜」は翌年フジテレビ系「邦ちゃんのやまだかつてないテレビ」の挿入歌としてシングルカットされた。

## 収録曲
作詞・作曲・編曲：高橋研（特記以外）
1. Haircut Blues
2. メリーゴーラウンドに乗ってる君のことが好きだよ
  - 作詞：高橋研・Kaori
3. キャンプファイヤーソング
  - 作詞：高橋研・Kaori
4. 月曜の朝、汽車に乗って
5. 愛をあげたい
  - 作詞：高橋研・Kaori
6. カリーニン広場へおいでよ
7. The Stone
  - 作詞：高橋研・Kaori
8. うそつきのロッカー
  - 作詞：Kaori
9. 神様が降りて来る夜
10. (gonna be a) Hard Rain -激しい雨が降る-
11. Mother
  - 作詞：Kaori